# Галактический диск

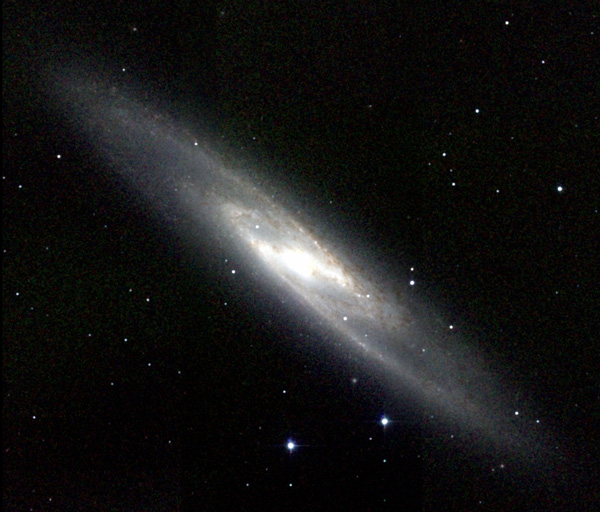
Галактика Скульптор (NGC 253) является примером галактики, имеющей диск

Галактический диск — компонент структуры линзовидных и спиральных галактик.
Галактический диск представляет собой плоскость, в которой находятся спирали, рукава и перемычки. В галактическом диске, как правило, содержится больше молодых звёзд, газа и пыли, чем в галактическом гало.
Галактический диск состоит из газа, пыли и звёзд. Газ и пыль образуют «газовый диск». Звёзды образуют «звёздный диск».